# Microplexia fracta
Microplexia fracta là một loài bướm đêm trong họ Noctuidae.